# General Juan Madariaga
General Juan Madariaga – miasto w Argentynie, w prowincji Buenos Aires, stolica partido o tej samej nazwie.
Według danych szacunkowych na rok 2010 miejscowość liczyła 18 089 mieszkańców.